# Dorothee Sölle

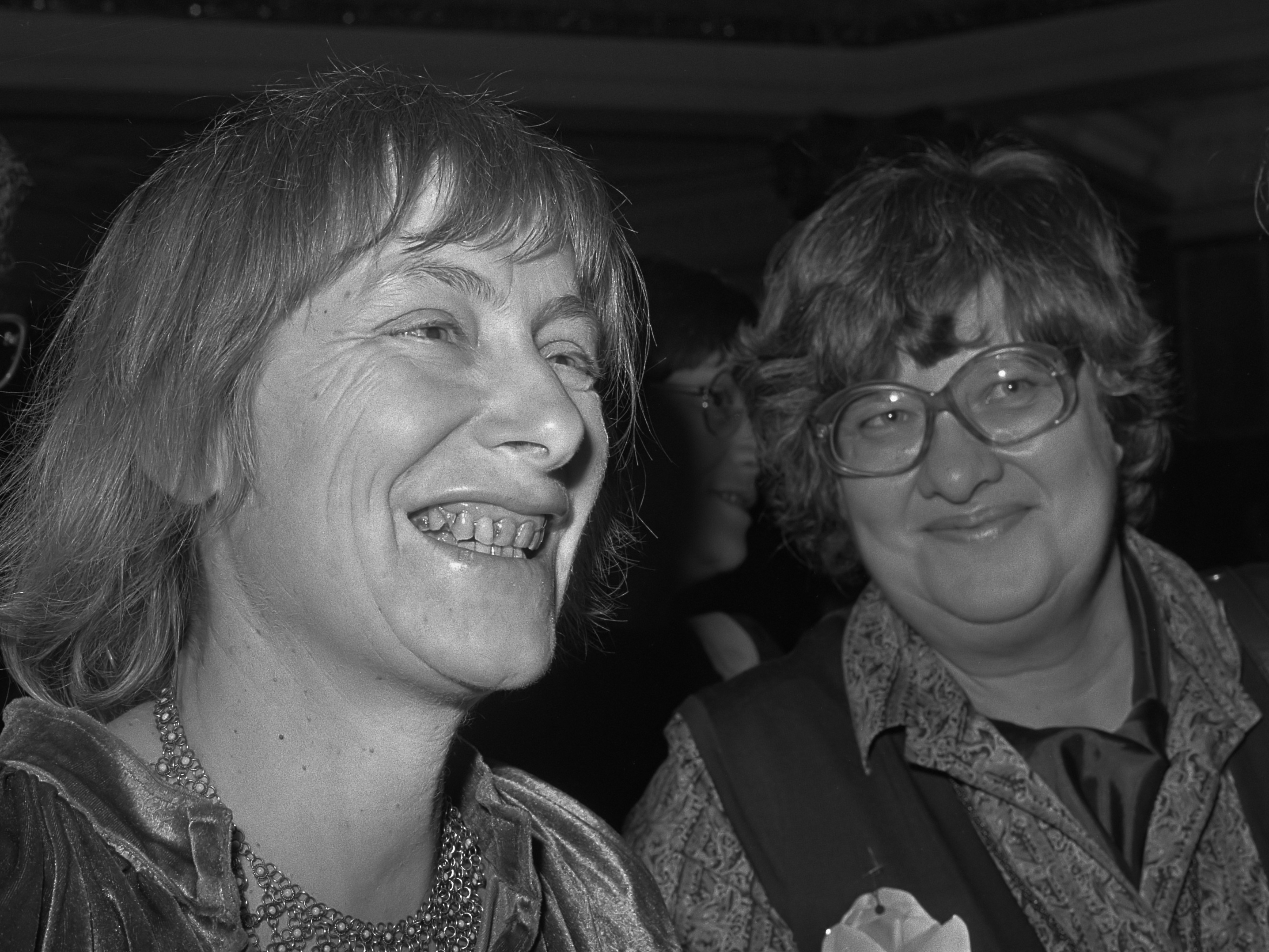
Dorothee Sölle em 1981.

Dorothee Steffensky-Sölle (Colônia, 30 de setembro de 1929 - Göppingen, 27 de abril de 2003) foi uma teóloga, escritora e poeta alemã que cunhou o termo "cristofascismo".
Era uma critica da tese da onipotência de Deus e tentou em vincular a teologia com experiências da vida cotidiana, como: sofrimento, pobreza, desvantagem e opressão. Era pacifista, feminista e defensora da preservação do meio ambiente. Foi influenciada e aderiu às teses típicas da teologia da libertação.

## Biografia
Em 1949, começou a estudar teologia, filosofia e literatura na Universidade de Colônia, na Universidade de Friburgo (Alemanha) e na Universidade de Gotinga.
Em 1954, foi aprovada no exame de mestrado.
Entre 1954 a 1960, foi professora do ensino superior em Colônia (Alemanha).
Entre 1962 e 1964, foi assistente de pesquisa no Instituto Filosófico da Universidade Técnica da Renânia do Norte-Vestfália em Aachen.
Entre 1964 e 1967, foi estudante assistente no Instituto Alemão da Universidade de Colônia.
Em 1971, foi habilitada (título de agregado) pela Faculdade de Filosofia da Universidade de Colônia com um estudo sobre a relação entre teologia e poesia.
Após sua habilitação, trabalhou em Colônia como professora particular de história literária alemã moderna.
Entre 1975 e 1987, lecionou como professora de teologia sistemática no Union Theological Seminary, em Nova Iorque.
Em novembro de 1972, viajou para o Vietnã do Norte.
Em 1984, visitou a Nicarágua a convite da Frente Sandinista de Libertação Nacional como observadora de um processo eleitoral.
Em 1994, recebeu um título de professora honorária na Universidade de Hamburgo.
Foi integrantes do conselho consultivo da "Coordenação contra os perigos da Bayer".
Morreu em consequência de um ataque cardíaco.

## Teses
Questionava a onipotência de Deus e, nesse sentido, acreditava que o Deus Todo-Poderoso deveria estar morto, pois não haveria outra explicação para seu silêncio diante das atrocidades do mundo. No lugar da ideia de um Deus entronizado acima de tudo, a partir da experiência de Jesus, uma pessoa que foi torturada até a morte e não perdeu a fé, via um Deus impotente que, para triunfar, depende do comprometimento de seus seguidores para fazer prevalecer a vontade de Deus no mundo .
Ver: Crença em um Deus não onipotente

## Vida pessoal
Em 1954, se casou com o artista  Dietrich Sölle, com quem teve três filhos, antes de se divorciar em 1964.
Em 1969, se casou com o ex-monge beneditino Fulbert Steffensky, com quem teve uma filha  .

## Obras
- Stellvertretung. Ein Kapitel Theologie nach dem‚ Tode Gottes‘. Kreuz, Stuttgart 1965; nova edição estendida: Neuauflage, Stuttgart 1982 (Representação. Um capítulo sobre teologia após a 'morte de Deus')
- Die Wahrheit ist konkret. Walter, Olten / Friburgo 1967 (A verdade é concreta)
- Atheistisch an Gott glauben. Beiträge zur Theologie. Walter, Olten / Friburgo 1968 (Acredite em Deus de forma ateísta. Contribuições para a teologia).
- Phantasie und Gehorsam. Überlegungen zu einer künftigen christlichen Ethik. Kreuz, Stuttgart 1968 (Imaginação e obediência. Reflexões sobre uma futura ética cristã).
- Meditationen & Gebrauchstexte. Gedichte. Berlin 1969 (Meditações e textos úteis. Poemas).
- Politisches Nachtgebet in Köln (vol 1). (1969) (Oração da noite política em Colônia - vol 1). Em co-autoria com Fulbert Steffensky.
- Politisches Nachtgebet in Köln (vol 2). (Oração da noite política em Colônia - vol 2). Em co-autoria com Fulbert Steffensky.
- Das Recht ein anderer zu werden. Luchterhand, Neuwied 1971(O direito de ser outra pessoa).
- Politische Theologie. Auseinandersetzung mit Rudolf Bultmann. Kreuz, Stuttgart 1971, nova edição estendida Stuttgart 1982 (Teologia política. Confronto com Rudolf Bultmann).
- Leiden. Kreuz, Stuttgart/Berlin 1973 (Sofrer).
- Die revolutionäre Geduld. Gedichte. schritte 26, Wolfgang Fietkau Verlag, Berlin 1974 (A paciência revolucionária. Poemas).
- Die Hinreise. Zur religiösen Erfahrung. Texte und Überlegungen. Kreuz, Stuttgart 1975 (A jornada de ida. Para a experiência religiosa. Textos e reflexões).
- Sympathie. Theologisch-politische Traktate. Kreuz, Stuttgart 1978 (Simpatia. Tratados teológico-políticos).
- Fliegen lernen. Gedichte. Wolfgang Fietkau Verlag, Berlin 1979 (Aprender a voar. Poemas).
- Wählt das Leben. Kreuz, Stuttgart 1980 (Escolha a vida).
- Spiel doch von Brot und Rosen. Gedichte. Wolfgang Fietkau Verlag, Berlin 1981 (Brinque com pão e rosas. Poemas).
- Aufrüstung tötet auch ohne Krieg. Kreuz, Stuttgart 1982 (O armamento mata mesmo sem guerra).
- Gott im Müll. Eine andere Entdeckung Lateinamerikas, dtv / Klett-Cotta, Munique (Deus no lixo. Outra descoberta da América Latina)
- Verrückt nach Licht. Gedichte. Wolfgang Fietkau Verlag, Berlin 1984, (Louco por luz. Poemas). Wolfgang Fietkau Verlag, Berlin 1984.
- Lieben und arbeiten. Eine Theologie der Schöpfung. Kreuz, Stuttgart 1985. (Amor e trabalho. Uma teologia da criação).
- "Ein Volk ohne Vision geht zugrunde." (Salmos 29, 18.) Anmerkungen zur deutschen Gegenwart und zur nationalen Identität. Hammer, Wuppertal 1986 ("Um povo sem visão perece." (Solomos 29,18.) Comentários sobre o presente alemão e sobre a identidade nacional.
- Das Fenster der Verwundbarkeit. Theologisch-politische Texte. Kreuz, Stuttgart 1987 (A janela de vulnerabilidade. Textos teológico-políticos).
- Und ist noch nicht erschienen, was wir sein werden. Stationen feministischer Theologie. DTV, Munique 1987 (E o que seremos ainda não apareceu. Estações em teologia feminista).
- Zivil und ungehorsam. Gedichte. Wolfgang Fietkau Verlag, Berlin 1990 (Civil e desobediente. Poemas).
- Gott denken. Einführung in die Theologie. Kreuz, Stuttgart 1990 (Pense deus. Introdução à teologia).
- Es muss doch mehr als alles geben. Nachdenken über Gott. Hoffmann und Campe, Hamburgo 1992 (Deve haver mais do que tudo. Pensando em Deus).
- Mutanfälle. Texte zum Umdenken. Hoffmann und Campe, Hamburgo 1993 (Apreensões. Textos para repensar).
- Träume mich Gott. Geistliche Texte mit lästigen politischen Fragen. Hammer, Wuppertal 1994 (Sonhe comigo, Deus. Textos espirituais com questões políticas incômodas).
- Gegenwind. Erinnerungen. Hoffmann und Campe, Hamburgo 1995 (Vento de frente. Recordações).
- Das Eis der Seele spalten. Theologie und Literatur in sprachloser Zeit. Mainz 1996 (Divida o gelo da alma. Teologia e literatura em um tempo sem palavras).
- Mystik und Widerstand - Du stilles Geschrei. Hoffmann und Campe, Hamburgo 1997 (Misticismo e resistência - "Seu grito silencioso").
- Loben ohne Lügen. Gedichte. Wolfgang Fietkau Verlag, Berlin 2000. (Elogie sem mentir. Poemas).
- Maria. Eine Begegnung mit der Muttergottes. Herder, Friburgo 2005 (Maria. Um encontro com Nossa Senhora).